# Parteiloser
Als Parteiloser (auch freier Abgeordneter oder Unabhängiger) gilt, wer ein politisches Amt oder Mandat ausübt bzw. anstrebt, jedoch keiner politischen Partei angehört. Parteilos kann ein Parlamentarier oft erst nach einer Wahl werden, indem er aus seiner Partei austritt oder ausgeschlossen wird. In Österreich ist für solche Fälle auch die Bezeichnung wilder Abgeordneter gebräuchlich.

## Allgemein
Parlamentarier, die in keiner politischen Fraktion Mitglied sind, heißen fraktionslose Abgeordnete. Parteilose Abgeordnete sind nicht notwendig fraktionslos und umgekehrt. Oft bilden freie Abgeordnete Wahlgemeinschaften oder eine eigene Fraktion der Unabhängigen.
In den meisten modernen Demokratien werden die Abgeordneten der Parlamente und die Regierungsmitglieder in der Regel von Parteien vorausgewählt und mit ihrer Unterstützung gewählt, parteilose Regierungen werden nur in Ausnahmesituationen gebildet. Unabhängige Kandidaten haben die größte Bedeutung dort, wo Mehrheitswahlrecht herrscht oder die Bindung an Parteien nicht sehr ausgeprägt ist. Um ohne Unterstützung einer Partei gewählt zu werden, ist normalerweise eine große Bekanntheit unter den Wählern notwendig, insbesondere bei Kandidatur gegen Parteikandidaten. Parteilosen werden als Direktkandidaten bei Wahlen daher meistens geringere Chancen eingeräumt als Parteimitgliedern. Bei Bundestagswahlen konnten Einzelbewerber nur im Jahr 1949 Wahlkreise direkt gewinnen und damit in das Parlament einziehen.
Bei Kommunalwahlen in Deutschland können sich Einzelbewerber aufstellen lassen. Daher gibt es häufiger erfolgreiche Parteilose, die oft auch von Parteien unterstützt oder geduldet werden. Umgekehrt sind Parteien nicht gezwungen, für eine Wahl nur Parteimitglieder zu nominieren; daher können in so genannten „offenen Listen“ auch Parteilose und Mitglieder anderer Parteien oder Wählervereinigungen nominiert werden. Parteilose als Einzelbewerber brauchen Unterstützungsunterschriften, deren Zahl in den Gemeindeordnungen der Länder festgesetzt werden, damit sie auf dem Stimmzettel erscheinen.
In den USA und Großbritannien gibt es immer wieder unabhängige Kandidaten, die erfolgreich sind. So war zum Beispiel Bernie Sanders seit 1991 Abgeordneter des US-Staates Vermont, seit 2007 vertritt er den Staat im Senat.
Eher selten wird ein hohes politisches Amt von einem Parteilosen ausgeübt. In den meisten Fällen handelt es sich dann um eine Person, die einer Partei zumindest nahesteht. Beispiele sind einige Minister wie Ulrich Nußbaum (2009–2014 Finanzsenator in Berlin) oder auch der elfte deutsche Bundespräsident Joachim Gauck.

## Kommunalpolitische Entwicklungen in Deutschland
In der Bundesrepublik werden insbesondere in der Kommunalpolitik zum hauptamtlichen Bürgermeister zunehmend parteilose Kandidaten gewählt. In Hessen hat sich beispielsweise eine Vereinigung der parteilosen Bürgermeister gebildet. In den Jahren 2006 und 2007 fand eine Bundestagung parteiloser Bürgermeister und Landräte in Crimmitschau (Sachsen) statt. Seit 2011 treffen sich parteiunabhängige Bürgermeister und Landräte in Dresden mehrfach auf einer Tagung „Der Bürgermeistertag“. Gerade in den norddeutschen Bundesländern ist der Trend deutlich: Rund ein Drittel der direkt gewählten Hauptverwaltungsbeamten Niedersachsens sind parteilos. Zudem werden in den kommunalen Spitzengremien wie dem Deutschen Städtetag bzw. den Städtetagen der Länder zunehmend Quoten für Parteilose eingerichtet.
Zweifelhaft ist – ungeachtet der juristischen Definition – in der politikwissenschaftlichen Diskussion, ob man kommunalpolitische Vereinigungen wie Bürgerbündnisse sowie kommunale Wählergemeinschaften und ihre Mandatsträger ins Spektrum der Parteien einordnen sollte oder diese als parteiähnliche Organe kommunaler Willensbildung einzustufen hat.
Parteilose Oberbürgermeister gibt es in den Großstädten Freiburg im Breisgau (Martin Horn), Hagen (Erik O. Schulz), Halle (Saale) (Bernd Wiegand), Heidelberg (Eckart Würzner), Köln (Henriette Reker) und Magdeburg (Simone Borris).

## Bekannte parteilose Politiker

### Deutschland

#### Weimarer Republik
- Wilhelm Cuno, Reichskanzler von 1922 bis 1923
- Hans Luther, Reichskanzler von 1925 bis 1926
- Franz von Papen, Reichskanzler 1932 (bis 1932 Deutsche Zentrumspartei)
- Kurt von Schleicher, Reichskanzler 1932 und 1933
- Paul von Hindenburg, Reichspräsident von 1925 bis 1934

#### Bundesrepublik
- Bei der Bundestagswahl 1949 zogen drei parteilose Direktkandidaten in den Bundestag ein: Eduard Edert (Bundestagswahlkreis Flensburg), Richard Freudenberg (Mannheim-Land) und Franz Ott (Esslingen). Edert wurde von CDU, FDP und DP unterstützt, Freudenberg von FDP/DVP und Ott von der Vertriebenenorganisation Notgemeinschaft Württemberg-Baden.
- Ludwig Erhard, Bundesminister für Wirtschaft in den Kabinetten Adenauer I – Adenauer V, wurde laut dem Nachrichtenmagazin Spiegel 1968 nachträglich und rückwirkend in die CDU aufgenommen, nachdem er bereits 1966 den Vorsitz der Partei übernommen hatte.
- Hans Leussink, Bundesminister für Bildung und Wissenschaft im Kabinett Brandt I
- Werner Müller, Bundesminister für Wirtschaft und Technologie im Kabinett Schröder I
- Helmut Palmer war Kandidat bei mindestens 289 Bürgermeisterwahlen sowie 13 Landtags- und Bundestagswahlen in Baden-Württemberg. Bekannt wurde er als „Remstal-Rebell“. Bei der Bundestagswahl 1983 erhielt Helmut Palmer im Bundestagswahlkreis Göppingen 19,8 % der Erststimmen, 1987 im Bundestagswahlkreis Waiblingen 19,2 %. Helmut Palmer ist bis heute der erfolgreichste parteilose Einzelkandidat bei Bundestagswahlen in der Geschichte der Bundesrepublik Deutschland, der nicht zuvor in einer Partei gewesen war oder von dieser maßgeblich unterstützt wurde.[5]
- Rudolf Petersen war von 1945 bis 1946 Erster Bürgermeister von Hamburg (ab 1946 CDU)
- Wolfgang Nešković wurde 2005 als parteiloser Abgeordneter auf der Landesliste Brandenburg der Linkspartei in den Bundestag gewählt. 2009 gewann er den Wahlkreis Cottbus – Spree-Neiße als parteiloser Direktkandidat der Linkspartei. Im Dezember 2012 trat er mit sofortiger Wirkung aus der Fraktion der Linken aus und kündigte an, als unabhängiger Kandidat für die Bundestagswahl 2013 anzutreten.[6]
- Boris Palmer, seit 11. Januar 2007 Oberbürgermeister von Tübingen, trat am 1. Mai 2023 aus der Partei der Grünen aus und führt sein Amt nach einer wiederholten Wiederwahl am 22. Oktober 2022 als parteiloser Oberbürgermeister fort.
- Frank Horch, Wirtschaftssenator von Hamburg 2011 bis 2018.
- Joachim Gauck, Bundespräsident von 2012 bis 2017 (in den 1990er Jahren Mitglied von Bündnis 90)
- Henriette Reker, seit Oktober 2015 Oberbürgermeisterin von Köln.
- Sibylle Keupen, seit September 2020 Oberbürgermeisterin von Aachen.
- Simone Borris, seit 1. Juli 2022 Oberbürgermeisterin von Magdeburg
- Nino Haase, seit 22. März 2023 Oberbürgermeister von Mainz.
- Volker Wissing, von 2021 bis 2025 Bundesminister für Digitales und Verkehr, trat am 7. November 2024 nach dem Zusammenbruch der Ampelkoalition aus der FDP aus und wurde später noch zusätzlich zum Bundesminister der Justiz ernannt.
- Karsten Wildberger, seit 2025 Bundesminister für Digitales und Staatsmodernisierung, trat am 9. Mai 2025, drei Tage nach seiner Ernennung, der CDU bei.

### Griechenland
- Loukas Papadimos, ehemaliger Vizepräsident der Europäischen Zentralbank und Ministerpräsident in den Jahren 2011 und 2012
- Yanis Varoufakis, griechischer Finanzminister vom 27. Januar – 6. Juli 2015
- Panagiotis Pikrammenos, griechischer Ministerpräsident vom 16. Mai 2012 bis zum 20. Juni 2012
- Nikos Kotzias, griechischer Außenminister seit 2015
- Panagiotis Nikoloudis, griechischer Staatsminister für Korruptionsbekämpfung seit 2015
- Nikos Paraskevopoulos, griechischer Justizminister seit 2015

### Haiti
- Claude Joseph, Premierminister und übergangsweise Präsident Haitis

### Italien
- Carlo Azeglio Ciampi, italienischer Ministerpräsident von 1993 bis 1994, Präsident der Italienischen Republik von 1999 bis 2006
- Lamberto Dini, italienischer Ministerpräsident von 1995 bis 1996, Finanzminister von 1994 bis 1996, Außenminister von 1996 bis 2001,
- Giuliano Amato, italienischer Ministerpräsident von 2000 bis 2001, Finanzminister von 1987 bis 1989 und 1999 bis 2000, Innenminister von 2006 bis 2008
- Mario Monti, italienischer Ministerpräsident von 2011 bis 2013
- Giuseppe Conte, italienischer Ministerpräsident zwischen 2018 und Januar 2021
- Mario Draghi, italienischer Ministerpräsident von 2021 bis 2022

### Russland
- Wladimir Putin, Präsident von 1999 bis 2008 und seit 2012, war von 2008 bis 2012 Vorsitzender der Partei Einiges Russland, aber nie Mitglied[7]

### Österreich
- Karl-Heinz Grasser, österreichischer Bundesminister für Finanzen von 2000 bis 2007 (bis 2003 FPÖ[8])
- Dieter Böhmdorfer, österreichischer Bundesminister für Justiz von 2000 bis 2004
- Michael Hainisch, österreichischer Bundespräsident von 1920 bis 1928
- Rudolf Kirchschläger, österreichischer Bundespräsident von 1974 bis 1986
- Brigitte Bierlein, österreichische Bundeskanzlerin vom 3. Juni 2019 bis 7. Jänner 2020

### Schweiz
- Bruno Martin, Grossrat des Kantons Bern seit 2023.
- Thomas Minder, Ständerat für den Kanton Schaffhausen von 2011 bis 2023.

### Vereinigte Staaten von Amerika
- George Washington, erster Präsident der Vereinigten Staaten
- Bill Walker, Gouverneur von Alaska von 2014 bis 2018 (bis 2014 Republikanische Partei)
- Michael Bloomberg, Bürgermeister von New York 2002 bis 2013 (von 2001 bis 2007 Republikanische Partei, bis 2001 und ab 2018 Demokratische Partei)
- William Few, Senator von Georgia von 1789 bis 1793
- Lincoln Chafee, Senator von Rhode Island von 2011 bis 2015 (von 1971 bis 2007 Republikanische Partei, von 2013 bis 2019 Demokratische Partei, ab 2019 Libertäre Partei)
- Thomas Mifflin, Gouverneur von Pennsylvania von 1782 bis 1799
- Charlie Crist, Gouverneur von Florida, von 2007 bis 2011 (bis 2010 Republikanische Partei, ab 2012 Demokratische Partei)
- Tulsi Gabbard, Abgeordnete aus Hawaii 2013–2021 (von 2003 bis 2022 Demokratische Partei, ab 2024 Republikanische Partei)
- Robert F. Kennedy Jr., Gesundheitsminister der Vereinigten Staaten seit 2025 (von 1972 bis 2023 Demokratische Partei)
- Bernie Sanders, Abgeordneter von Vermont 1991–2007, Senator von Vermont seit 2007 (von 2015 bis 2016 und von 2019 bis 2020 Demokratische Partei)
- John Tyler, zehnter Präsident der Vereinigten Staaten (wurde 1841 aus der Whig-Partei ausgeschlossen)
- Ross Perot, zweimal „Independent Candidate“ bei den US-Präsidenten-Wahlen 1992, wo er 19 % der Stimmen holte und 1996, wo er – da er von den TV-Kandidatenduellen ausgeschlossen wurde – nur noch 8,4 % der Stimmen holte.